# Букуровац
Букуровац је насеље у Србији у општини Бела Паланка у Пиротском округу. Према попису из 2022. било је 19 становника (према попису из 1991. било је 50 становника).

## Прошлост
Букуровац је 1901. године по новој административној подели државе Србије, село у општини Моклишкој, Белопаланачког среза, Пиротског округа. Три године касније, 1904. села Дол, Клење у Букуровац су се одвојили од Моклишта и формирали нову општину Долску, са седиштем у Долу.
У југословенској Краљевини радила је државна основна школа у месту. Често се смењивао учитељски кадар, а предавао је само један учитељ. Месној школи су гравитирала околна места Дол и Клење, где су била истурена одељења. Одлуком помоћника бана, Моравске бановине та школа је марта 1938. године добила име: Државна народна школа "Краљ Петар II" у Букуровцу. Следеће 1939. године ту је отворено треће одељење основне школе.

## Демографија
У насељу Букуровац живи 17 пунолетних становника, а просечна старост становништва износи 53,0 година (55,3 код мушкараца и 50,0 код жена). У насељу има 8 домаћинстава, а просечан број чланова по домаћинству је 2,38.
Ово насеље је у потпуности насељено Србима (према попису из 2002. године), а у последња три пописа, примећен је пад у броју становника.
|  |

| Демографија | Демографија | Демографија |
| Година      | Становника  | Становника  |
| ----------- | ----------- | ----------- |
| 1948.       | 709         |             |
| 1953.       | 512         |             |
| 1961.       | 271         |             |
| 1971.       | 139         |             |
| 1981.       | 78          |             |
| 1991.       | 50          | 50          |
| 2002.       | 26          | 26          |
| 2011.       | 23          |             |
| 2022.       | 19          |             |

| Етнички састав према попису из 2002.‍ | Етнички састав према попису из 2002.‍ | Етнички састав према попису из 2002.‍ | Етнички састав према попису из 2002.‍ | Етнички састав према попису из 2002.‍ |
| ------------------------------------ | ------------------------------------ | ------------------------------------ | ------------------------------------ | ------------------------------------ |
|                                      |                                      |                                      |                                      |                                      |
| Срби                                 | Срби                                 |                                      | 26                                   | 100,0%                               |
| непознато                            | непознато                            |                                      | 0                                    | 0,0%                                 |

| Година пописа     | 1948. | 1953. | 1961. | 1971. | 1981. | 1991. | 2002. |
| ----------------- | ----- | ----- | ----- | ----- | ----- | ----- | ----- |
| Број домаћинстава | 132   | 100   | 80    | 48    | 36    | 30    | 15    |

| Број чланова      | 1  | 2 | 3 | 4 | 5 | 6 | 7 | 8 | 9 | 10 и више | Просек |
| ----------------- | -- | - | - | - | - | - | - | - | - | --------- | ------ |
| Број домаћинстава | 10 | 2 | 1 | 1 | 1 | 0 | 0 | 0 | 0 | 0         | 1,73   |

| Пол    | Укупно | Неожењен/Неудата | Ожењен/Удата | Удовац/Удовица | Разведен/Разведена | Непознато |
| ------ | ------ | ---------------- | ------------ | -------------- | ------------------ | --------- |
| Мушки  | 12     | 2                | 8            | 2              | 0                  | 0         |
| Женски | 13     | 1                | 5            | 7              | 0                  | 0         |
| УКУПНО | 25     | 3                | 13           | 9              | 0                  | 0         |

| Пол    | Укупно                    | Пољопривреда, лов и шумарство | Рибарство                            | Вађење руде и камена | Прерађивачка индустрија       |
| ------ | ------------------------- | ----------------------------- | ------------------------------------ | -------------------- | ----------------------------- |
| Мушки  | 4                         | 0                             | 0                                    | 0                    | 1                             |
| Женски | 3                         | 0                             | 0                                    | 0                    | 2                             |
| УКУПНО | 7                         | 0                             | 0                                    | 0                    | 3                             |
| Пол    | Производња и снабдевање   | Грађевинарство                | Трговина                             | Хотели и ресторани   | Саобраћај, складиштење и везе |
| Мушки  | 0                         | 1                             | 1                                    | 0                    | 0                             |
| Женски | 0                         | 0                             | 1                                    | 0                    | 0                             |
| УКУПНО | 0                         | 1                             | 2                                    | 0                    | 0                             |
| Пол    | Финансијско посредовање   | Некретнине                    | Државна управа и одбрана             | Образовање           | Здравствени и социјални рад   |
| Мушки  | 0                         | 0                             | 0                                    | 0                    | 0                             |
| Женски | 0                         | 0                             | 0                                    | 0                    | 0                             |
| УКУПНО | 0                         | 0                             | 0                                    | 0                    | 0                             |
| Пол    | Остале услужне активности | Приватна домаћинства          | Екстериторијалне организације и тела | Непознато            | Непознато                     |
| Мушки  | 0                         | 0                             | 0                                    | 1                    | 1                             |
| Женски | 0                         | 0                             | 0                                    | 0                    | 0                             |
| УКУПНО | 0                         | 0                             | 0                                    | 1                    | 1                             |